# Црква Светог Великомученика Димитрија у Лесковцу
Црква Светог Великомученика Димитрија у Лесковцу, насељеном месту у градској општини Лазаревац, подигнута је 1892. године на месту првобитне цркве-брвнаре из 17. века.
Црква посвећена Светом Великомученику Димитрији, подигнута је, како се сматра по пројекту Светозара Ивачковића, у српско-византијском стилу, са основом у облику слободног крста. Обрада фасада је спроведена наизменичним полихромним ређањем појасева опеке и ломљеног камена, по угледу на примере српске средњовековне архитектуре. Прегледним унутрашњим простором доминира класицистички обликован иконостас, са иконама које су рад познатог српског сликара Живка Југовића. Истовремено са црквом подигнути су кула-звонара и парохијски дом, који чине јединствену просторну, архитектонску и културно-историјску целину. 
У црквеној ризници чувају се архивски предмети од изузетне вредности: старе црквене књиге, уметничка и документарна грађа, као и записи и цртежи архимандрита манастира Боговађе Хаџи Рувима Нешковића. 
У црквеној порти налази се костурница српских ратника 1914—1918. године.